# 1495
سنة 1495 هي سنة بسيطة بدأت يوم الخميس حسب التقويم اليولياني.

## مواليد
- بيدرو دي ألفارادو
- ماركوس دي نيزا
- قطب الدين الصفوي

## وفيات
- إبراهيم بن محمد الناجي
- إليزابيث تيدور